# Balise Spot
Pour les articles homonymes, voir Balise et Spot.

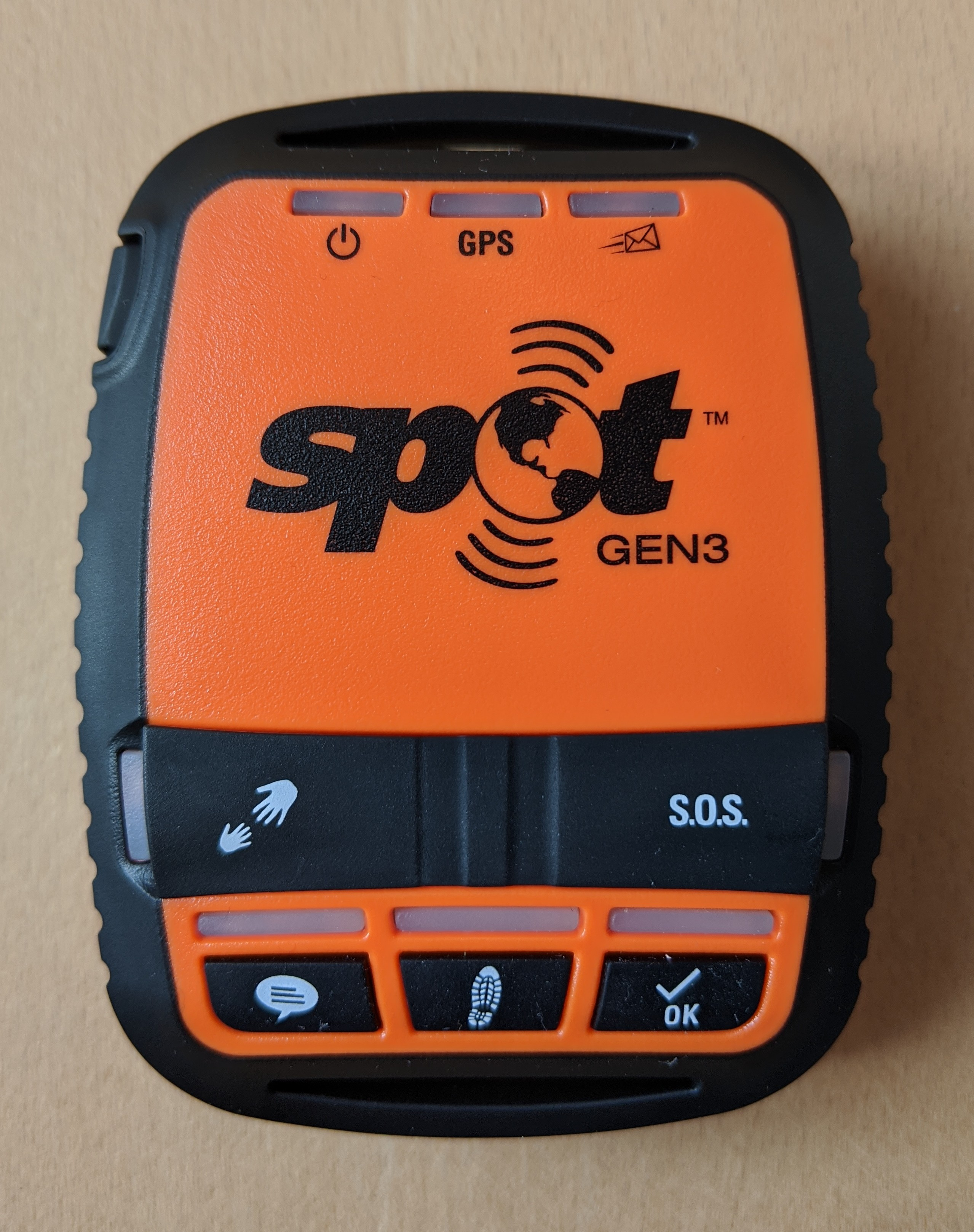
SPOT Gen3

Une balise SPOT (Satellite Personal Tracker) est un dispositif portable incluant un récepteur GPS (Global Positioning System) et un système de communication par satellite destiné à permettre la localisation d'une personne nécessitant une assistance. Cet appareil est fabriqué par Axonn LLC et commercialisé par la société SPOT Inc., une filiale de Globalstar Inc.

## Fonctionnement
Pour déterminer sa position, la balise SPOT intègre une puce GPS et une antenne. Le réseau de satellite Globalstar est ensuite utilisé par une transmission à sens unique de tous les messages incluant la position. La balise peut fonctionner partout dans le monde à condition d'avoir une vue dégagée d'un satellite du réseau Globalstar. Le signal peut ne pas être transmis si la balise est placée dans une poche, un véhicule, sous un feuillage dense ou entre des bâtiments élevés,. La balise va répéter la transmission de ces messages de secours à un intervalle prédéfini jusqu'à ce que l'utilisateur stoppe l'émission, éteigne la balise ou que les batteries se vident. Les capacités de transmission de la balise SPOT est à sens unique, ainsi la balise n'est pas capable de confirmer à l'utilisateur la bonne réception d'un message de secours,.

## Fonctionnalités
Les fonctionnalités incluses sont :
- alerte 911, pour demander une assistance d'urgence à un service spécialisé ;
- aide, pour demander de l'aide à une liste prédéfinie de contacts comme la famille ou les amis ;
- contrôle, pour transmettre un message de position à une liste prédéfinie de contacts ;
- progression, pour envoyer périodiquement (toutes les 10 minutes) sa position qui sera visible sur Google Maps. Cette fonction nécessite la souscription d'une option progression continue.

Les messages sont envoyés à l'adresse électronique spécifiée par l'utilisateur, et de manière optionnelle par SMS. Les textes des différents messages peuvent être personnalisés par l'utilisateur.
Ces fonctionnalités sont particulièrement nécessaires pour les organisateurs et participants à des aventures, des raids dans les parties hostiles du monde : déserts, mers du globe... la société Owaka propose de lier la balise GPS à une carte dédiée à l'évènement. Ainsi les organisateurs d'un raid ou d'une course croisière peuvent suivre en direct la progression des équipages (bien utile également pour les familles). Autour de cette géolocalisation satellite et de cette cartographie la société spinalienne a ajouté des fonctionnalités telles que : la vitesse et la distance parcourue entre deux points. En effet la balise émet un signal toutes les 5 minutes.